# Шифон
Шифон (фр. chiffon - прња, крпа, трица) врста је бељеног танког платна, који се употребаљава за рубље и постељину. Шифон се прави од памука, свиле или синтетичких влакана. Он може да поприми скоро сваку боју. Поједини типови шифона направљеног од полиестара се тешко боје. Под лупом шифон подсећа на фину мрежу, што му даје делимичну транспарентност.